# Tichon di Kaluga
Tichon di Kaluga (... – 1492) è stato un monaco cristiano russo, venerato come santo dalla Chiesa ortodossa russa, che lo ricorda il 16 giugno.

## Biografia
Dopo aver preso i voti monastici in giovane età nel monastero di Čudov, Tichon si allontanò da Mosca per condurre una vita eremitica all'interno di un bosco presso il fiume Vepreika. Qui si stabilì all'interno di una grande quercia cava, che fu per lungo tempo la sua sola abitazione. Successivamente fondò in loco un monastero dedicato all'Ascensione della Theotókos e lo condusse come egumeno fino alla morte, avvenuta nel 1492. Fu seppellito nella cattedrale del monastero.

## Culto
Le sue agiografie narrano che un giorno un principe, di nome Basilio, i cui possedimenti comprendevano il bosco dove Tichon si era stabilito, durante una battuta di caccia incontrò il santo che pregava all'interno della quercia cava. 
Infuriato poiché lo aveva trovato all'interno della sua proprietà, alzò la sua frusta contro il monaco. Improvvisamente, mentre si accingeva a colpirlo, la mano del principe si intorpidì tanto da non riuscire ad abbassare l'arma. Sbalordito dal prodigio e pentito del proprio comportamento, il principe permise a Tichon di fondare in quel luogo il suo monastero.